# Mù Cang Chải (xã)
Mù Cang Chải hay Mù Căng Chải là một xã miền núi thuộc tỉnh Lào Cai, Việt Nam.

## Địa lý
Thị trấn Mù Cang Chải nằm trong một thung lũng cách thành phố Yên Bái 185 km, có vị trí địa lý:
- Phía bắc và phía đông giáp xã Mồ Dề
- Phía nam và phía tây giáp xã Kim Nọi.

Thị trấn Mù Cang Chải có diện tích 6,98 km², dân số năm 2019 là 3.425 người, mật độ dân số đạt 491 người/km².

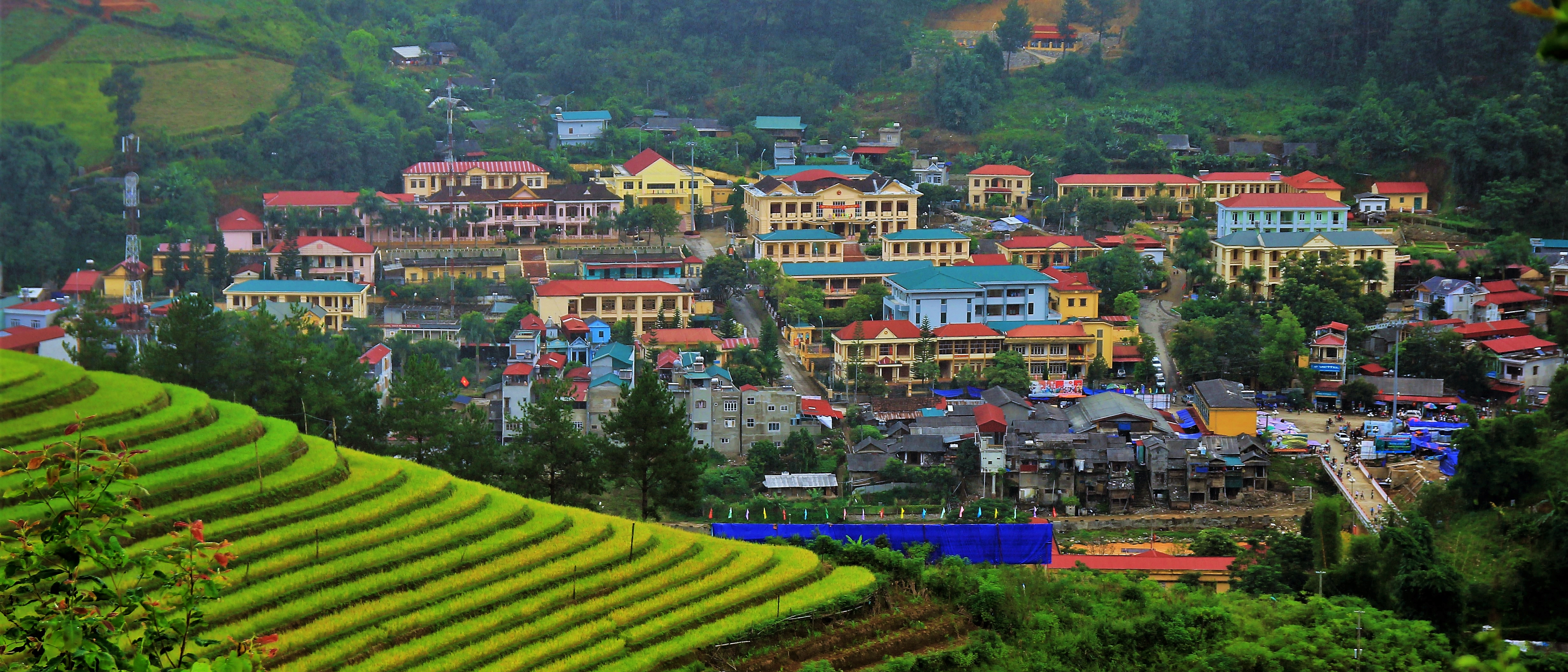
Một góc thị trấn Mu Cang Chai

Thị trấn Mù Cang Chải có tuyến Quốc lộ 32 chạy dọc theo địa bàn theo chiều đông - tây. Nậm Kim chảy dọc qua thị trấn, song song với Quốc lộ 32.

## Hành chính
Thị trấn Mù Cang Chải được chia thành 5 tổ dân phố: 1, 2, 3, 4, 5.

## Lịch sử
Trước đây, địa bàn thị trấn Mù Cang Chải là một phần của các xã Mồ Dề và Kim Nọi thuộc huyện Mù Cang Chải.
Ngày 9 tháng 5 năm 1998, Chính phủ ban hành Nghị định 27/1998/NĐ-CP về việc thành lập thị trấn Mù Cang Chải trên cơ sở:
- Điều chỉnh 407 ha diện tích tự nhiên và 1.132 nhân khẩu của xã Mồ Dề
- Điều chỉnh 335 ha diện tích tự nhiên và 905 nhân khẩu của xã Kim Nọi.

Thị trấn Mù Cang Chải có 742 ha diện tích tự nhiên và 2.037 nhân khẩu.